# Liste der Nummer-eins-Hits in Australien (2006)
Diese Liste enthält alle Nummer-eins-Hits in Australien im Jahr 2006. Grundlage sind die Top 50 der australischen Charts der ARIA. Es gab in diesem Jahr 13 Nummer-eins-Singles und 29 Nummer-eins-Alben.

## Singles
| ← 2005 ← | Liste der Nummer-eins-Hits in Australien | Liste der Nummer-eins-Hits in Australien           | Liste der Nummer-eins-Hits in Australien                                                                                         | 2007 → |
| \| Zeitraum \| Wo. ges. \| Interpret \| Titel Autor(en) \| Zusätzliche Informationen \| \| (Zeitraum, Wochen auf Platz eins, Interpret, Titel, Autor[en], zusätzliche Informationen) \| \| \| \| \| \| ----------------------------------------------------------------------------------------- \| -------- \| -------------------------------------------------- \| -------------------------------------------------------------------------------------------------------------------------------- \| ----------------------------------------------------------------------------------------------------------------------------------------------------------------------- \| \| 25. Dezember 2005 – 28. Januar 2006 5 Wochen \| 5 \| Lee Harding \| Wasabi / Eye of the Tiger Adrian Hannan, Barbara Hannan, Emma Graham, Tommy Rando / Frank Sullivan, Jim Peterik \| – \| \| 29. Januar 2006 – 4. Februar 2006 1 Woche (insgesamt 3) \| 3 \| Chris Brown feat. Juelz Santana \| Run It! Garrett R. Hamler, Laron L. James, Scott Spencer Storch \| – \| \| 5. Februar 2006 – 11. Februar 2006 1 Woche \| 1 \| Eminem \| When I’m Gone Marshall Mathers, Luis Edgardo Resto \| – \| \| 12. Februar 2006 – 25. Februar 2006 2 Wochen (insgesamt 3) \| 3 \| Chris Brown feat. Juelz Santana \| Run It! Garrett R. Hamler, Laron L. James, Scott Spencer Storch \| – \| \| 26. Februar 2006 – 11. März 2006 2 Wochen \| 2 \| Bob Sinclar pres. Goleo VI feat. Gary „Nesta“ Pine \| Love Generation Musik: Christophe Le Friant, Alain Wisniak, Jean-Guy Georges Schreiner; Text: Gary D. Pine, Duane Charles Harden \| – \| \| 12. März 2006 – 8. April 2006 4 Wochen (insgesamt 5) \| 5 \| TV Rock feat. Seany B \| Flaunt It Sean Joseph Berchik, Ivan James Gough, Grant David Smillie \| – \| \| 9. April 2006 – 15. April 2006 1 Woche (insgesamt 2) \| 2 \| Youth Group \| Forever Young Marian Gold, Frank Mertens, Bernhard Lloyd \| – \| \| 16. April 2006 – 22. April 2006 1 Woche (insgesamt 5) \| 5 \| TV Rock feat. Seany B \| Flaunt It Sean Joseph Berchik, Ivan James Gough, Grant David Smillie \| – \| \| 23. April 2006 – 29. April 2006 1 Woche (insgesamt 2) \| 2 \| Youth Group \| Forever Young Marian Gold, Frank Mertens, Bernhard Lloyd \| – \| \| 30. April 2006 – 24. Juni 2006 8 Wochen \| 8 \| Rihanna \| SOS (Rescue Me) Edward C. Cobb, Evan Kidd Bogart, Jonathan Reuven Rotem \| – \| \| 25. Juni 2006 – 26. August 2006 9 Wochen \| 9 \| Shakira feat. Wyclef Jean \| Hips Don’t Lie Omar Alfanno, Jerry Duplessis, Wyclef Jean, Shakira Isabel Mebarak, Latavia Chufon Parker, Luis Diaz \| – \| \| 27. August 2006 – 9. September 2006 2 Wochen \| 2 \| Justin Timberlake \| SexyBack Justin R. Timberlake, Timothy Z. Mosley, Nathaniel Floyd Hills \| – \| \| 10. September 2006 – 18. November 2006 10 Wochen \| 10 \| Sandi Thom \| I Wish I Was a Punk Rocker (With Flowers in My Hair) Sandi Thom, Tom Gilbert \| – \| \| 19. November 2006 – 25. November 2006 1 Woche \| 1 \| U2 & Green Day \| The Saints Are Coming William Stuart Adamson, Richard Jobson \| Der Hit der Skids aus dem Jahr 1978 wurde von den beiden Bands als Benefizsingle gecovert, unterstützt werden Musiker, die Opfer von Hurrikan Katrina geworden sind.[1] \| \| 26. November 2006 – 9. Dezember 2006 2 Wochen \| 2 \| Scissor Sisters \| I Don’t Feel Like Dancin’ Scott David Hoffman, Jason Sellards, Elton John \| – \| \| 10. Dezember 2006 – 6. Januar 2006 4 Wochen \| 4 \| Damien Leith \| Night of My Life Adam Reily \| – \| |                                          |                                                    | | |
| ← 2005 |                                          |                                                    | | → 2007 → |
| Zeitraum | Wo. ges.                                 | Interpret                                          | Titel Autor(en) | Zusätzliche Informationen |
| (Zeitraum, Wochen auf Platz eins, Interpret, Titel, Autor[en], zusätzliche Informationen) |                                          |                                                    | | |
| 25. Dezember 2005 – 28. Januar 2006 5 Wochen | 5                                        | Lee Harding                                        | Wasabi / Eye of the Tiger Adrian Hannan, Barbara Hannan, Emma Graham, Tommy Rando / Frank Sullivan, Jim Peterik                  | – |
| 29. Januar 2006 – 4. Februar 2006 1 Woche (insgesamt 3) | 3                                        | Chris Brown feat. Juelz Santana                    | Run It! Garrett R. Hamler, Laron L. James, Scott Spencer Storch                                                                  | – |
| 5. Februar 2006 – 11. Februar 2006 1 Woche | 1                                        | Eminem                                             | When I’m Gone Marshall Mathers, Luis Edgardo Resto                                                                               | – |
| 12. Februar 2006 – 25. Februar 2006 2 Wochen (insgesamt 3) | 3                                        | Chris Brown feat. Juelz Santana                    | Run It! Garrett R. Hamler, Laron L. James, Scott Spencer Storch                                                                  | – |
| 26. Februar 2006 – 11. März 2006 2 Wochen | 2                                        | Bob Sinclar pres. Goleo VI feat. Gary „Nesta“ Pine | Love Generation Musik: Christophe Le Friant, Alain Wisniak, Jean-Guy Georges Schreiner; Text: Gary D. Pine, Duane Charles Harden | – |
| 12. März 2006 – 8. April 2006 4 Wochen (insgesamt 5) | 5                                        | TV Rock feat. Seany B                              | Flaunt It Sean Joseph Berchik, Ivan James Gough, Grant David Smillie                                                             | – |
| 9. April 2006 – 15. April 2006 1 Woche (insgesamt 2) | 2                                        | Youth Group                                        | Forever Young Marian Gold, Frank Mertens, Bernhard Lloyd                                                                         | – |
| 16. April 2006 – 22. April 2006 1 Woche (insgesamt 5) | 5                                        | TV Rock feat. Seany B                              | Flaunt It Sean Joseph Berchik, Ivan James Gough, Grant David Smillie                                                             | – |
| 23. April 2006 – 29. April 2006 1 Woche (insgesamt 2) | 2                                        | Youth Group                                        | Forever Young Marian Gold, Frank Mertens, Bernhard Lloyd                                                                         | – |
| 30. April 2006 – 24. Juni 2006 8 Wochen | 8                                        | Rihanna                                            | SOS (Rescue Me) Edward C. Cobb, Evan Kidd Bogart, Jonathan Reuven Rotem                                                          | – |
| 25. Juni 2006 – 26. August 2006 9 Wochen | 9                                        | Shakira feat. Wyclef Jean                          | Hips Don’t Lie Omar Alfanno, Jerry Duplessis, Wyclef Jean, Shakira Isabel Mebarak, Latavia Chufon Parker, Luis Diaz              | – |
| 27. August 2006 – 9. September 2006 2 Wochen | 2                                        | Justin Timberlake                                  | SexyBack Justin R. Timberlake, Timothy Z. Mosley, Nathaniel Floyd Hills                                                          | – |
| 10. September 2006 – 18. November 2006 10 Wochen | 10                                       | Sandi Thom                                         | I Wish I Was a Punk Rocker (With Flowers in My Hair) Sandi Thom, Tom Gilbert                                                     | – |
| 19. November 2006 – 25. November 2006 1 Woche | 1                                        | U2 & Green Day                                     | The Saints Are Coming William Stuart Adamson, Richard Jobson                                                                     | Der Hit der Skids aus dem Jahr 1978 wurde von den beiden Bands als Benefizsingle gecovert, unterstützt werden Musiker, die Opfer von Hurrikan Katrina geworden sind. |
| 26. November 2006 – 9. Dezember 2006 2 Wochen | 2                                        | Scissor Sisters                                    | I Don’t Feel Like Dancin’ Scott David Hoffman, Jason Sellards, Elton John                                                        | – |
| 10. Dezember 2006 – 6. Januar 2006 4 Wochen | 4                                        | Damien Leith                                       | Night of My Life Adam Reily | – |

## Alben
| ← 2005 ← | Liste der Nummer-eins-Hits in Australien | Liste der Nummer-eins-Hits in Australien | Liste der Nummer-eins-Hits in Australien               | 2007 →                    |
| \| Zeitraum \| Wo. ges. \| Interpret \| Titel \| Zusätzliche Informationen \| \| (Zeitraum, Wochen auf Platz eins, Interpret, Titel, zusätzliche Informationen) \| \| \| \| \| \| ------------------------------------------------------------------------------ \| -------- \| --------------------- \| ------------------------------------------------------ \| ------------------------- \| \| 19. Dezember 2005 – 1. Januar 2006 2 Wochen (insgesamt 3) \| 3 \| Human Nature \| Reach Out: The Motown Record \| – \| \| 2. Januar 2006 – 8. Januar 2006 1 Woche \| 1 \| Eminem \| Curtain Call: The Hits \| – \| \| 9. Januar 2006 – 12. Februar 2006 5 Wochen (insgesamt 12) \| 12 \| James Blunt \| Back to Bedlam \| – \| \| 13. Februar 2006 – 19. Februar 2006 1 Woche \| 1 \| The Living End \| State of Emergency \| – \| \| 20. Februar 2006 – 26. Februar 2006 1 Woche \| 1 \| Jack Johnson \| Sing-A-Longs and Lullabies for the Film Curious George \| – \| \| 27. Februar 2006 – 5. März 2006 1 Woche \| 1 \| Arctic Monkeys \| Whatever People Say I Am, That’s What I’m Not \| – \| \| 6. März 2006 – 26. März 2006 3 Wochen \| 3 \| Westlife \| Face to Face \| – \| \| 27. März 2006 – 9. April 2006 2 Wochen \| 2 \| Ben Harper \| Both Sides of the Gun \| – \| \| 10. April 2006 – 16. April 2006 1 Woche \| 1 \| Hilltop Hoods \| The Hard Road \| – \| \| 17. April 2006 – 7. Mai 2006 3 Wochen (insgesamt 12) \| 12 \| James Blunt \| Back to Bedlam \| – \| \| 8. Mai 2006 – 14. Mai 2006 1 Woche \| 1 \| Tool \| 10,000 Days \| – \| \| 15. Mai 2006 – 21. Mai 2006 1 Woche (insgesamt 3) \| 3 \| Human Nature \| Reach Out: The Motown Record \| – \| \| 22. Mai 2006 – 11. Juni 2006 3 Wochen \| 3 \| Red Hot Chili Peppers \| Stadium Arcadium \| – \| \| 12. Juni 2006 – 18. Juni 2006 1 Woche \| 1 \| Chris Isaak \| Best of Chris Isaak \| – \| \| 19. Juni 2006 – 9. Juli 2006 3 Wochen (insgesamt 4) \| 4 \| Eskimo Joe \| Black Fingernails, Red Wine \| – \| \| 10. Juli 2006 – 16. Juli 2006 1 Woche \| 1 \| Something for Kate \| Desert Lights \| – \| \| 17. Juli 2006 – 23. Juli 2006 1 Woche \| 1 \| Muse \| Black Holes and Revelations \| – \| \| 24. Juli 2006 – 30. Juli 2006 1 Woche (insgesamt 4) \| 4 \| Eskimo Joe \| Black Fingernails, Red Wine \| – \| \| 31. Juli 2006 – 20. August 2006 3 Wochen \| 3 \| (Soundtrack) \| High School Musical \| – \| \| 21. August 2006 – 27. August 2006 1 Woche \| 1 \| Christina Aguilera \| Back to Basics \| – \| \| 28. August 2006 – 3. September 2006 1 Woche \| 1 \| Kasey Chambers \| Carnival \| – \| \| 4. September 2006 – 10. September 2006 1 Woche \| 1 \| Bob Dylan \| Modern Times \| – \| \| 11. September 2006 – 17. September 2006 1 Woche \| 1 \| Audioslave \| Revelations \| – \| \| 18. September 2006 – 24. September 2006 1 Woche \| 1 \| Justin Timberlake \| FutureSex/LoveSounds \| – \| \| 25. September 2006 – 1. Oktober 2006 1 Woche \| 1 \| Scissor Sisters \| Ta-Dah \| – \| \| 2. Oktober 2006 – 8. Oktober 2006 1 Woche (insgesamt 2) \| 2 \| Pink \| I’m Not Dead \| – \| \| 9. Oktober 2006 – 22. Oktober 2006 2 Wochen \| 2 \| Evanescence \| The Open Door \| – \| \| 23. Oktober 2006 – 29. Oktober 2006 1 Woche (insgesamt 4) \| 4 \| Human Nature \| Dancing in the Streets – The Songs of Motown II \| – \| \| 30. Oktober 2006 – 5. November 2006 1 Woche \| 1 \| Robbie Williams \| Rudebox \| – \| \| 6. November 2006 – 26. November 2006 3 Wochen (insgesamt 4) \| 4 \| Human Nature \| Dancing in the Streets – The Songs of Motown II \| – \| \| 27. November 2006 – 10. Dezember 2006 2 Wochen \| 2 \| U2 \| 18 Singles \| – \| \| 11. Dezember 2006 – 17. November 2006 48 Wochen \| 48 \| The 12th Man \| Boned! \| – \| \| 18. Dezember 2006 – 21. Januar 2007 5 Wochen \| 5 \| Damien Leith \| The Winner’s Journey \| – \| |                                          |                                          |                                                        |                           |
| ← 2005 |                                          |                                          |                                                        | → 2007 →                  |
| Zeitraum | Wo. ges.                                 | Interpret                                | Titel                                                  | Zusätzliche Informationen |
| (Zeitraum, Wochen auf Platz eins, Interpret, Titel, zusätzliche Informationen) |                                          |                                          |                                                        |                           |
| 19. Dezember 2005 – 1. Januar 2006 2 Wochen (insgesamt 3) | 3                                        | Human Nature                             | Reach Out: The Motown Record                           | –                         |
| 2. Januar 2006 – 8. Januar 2006 1 Woche | 1                                        | Eminem                                   | Curtain Call: The Hits                                 | –                         |
| 9. Januar 2006 – 12. Februar 2006 5 Wochen (insgesamt 12) | 12                                       | James Blunt                              | Back to Bedlam                                         | –                         |
| 13. Februar 2006 – 19. Februar 2006 1 Woche | 1                                        | The Living End                           | State of Emergency                                     | –                         |
| 20. Februar 2006 – 26. Februar 2006 1 Woche | 1                                        | Jack Johnson                             | Sing-A-Longs and Lullabies for the Film Curious George | –                         |
| 27. Februar 2006 – 5. März 2006 1 Woche | 1                                        | Arctic Monkeys                           | Whatever People Say I Am, That’s What I’m Not          | –                         |
| 6. März 2006 – 26. März 2006 3 Wochen | 3                                        | Westlife                                 | Face to Face                                           | –                         |
| 27. März 2006 – 9. April 2006 2 Wochen | 2                                        | Ben Harper                               | Both Sides of the Gun                                  | –                         |
| 10. April 2006 – 16. April 2006 1 Woche | 1                                        | Hilltop Hoods                            | The Hard Road                                          | –                         |
| 17. April 2006 – 7. Mai 2006 3 Wochen (insgesamt 12) | 12                                       | James Blunt                              | Back to Bedlam                                         | –                         |
| 8. Mai 2006 – 14. Mai 2006 1 Woche | 1                                        | Tool                                     | 10,000 Days                                            | –                         |
| 15. Mai 2006 – 21. Mai 2006 1 Woche (insgesamt 3) | 3                                        | Human Nature                             | Reach Out: The Motown Record                           | –                         |
| 22. Mai 2006 – 11. Juni 2006 3 Wochen | 3                                        | Red Hot Chili Peppers                    | Stadium Arcadium                                       | –                         |
| 12. Juni 2006 – 18. Juni 2006 1 Woche | 1                                        | Chris Isaak                              | Best of Chris Isaak                                    | –                         |
| 19. Juni 2006 – 9. Juli 2006 3 Wochen (insgesamt 4) | 4                                        | Eskimo Joe                               | Black Fingernails, Red Wine                            | –                         |
| 10. Juli 2006 – 16. Juli 2006 1 Woche | 1                                        | Something for Kate                       | Desert Lights                                          | –                         |
| 17. Juli 2006 – 23. Juli 2006 1 Woche | 1                                        | Muse                                     | Black Holes and Revelations                            | –                         |
| 24. Juli 2006 – 30. Juli 2006 1 Woche (insgesamt 4) | 4                                        | Eskimo Joe                               | Black Fingernails, Red Wine                            | –                         |
| 31. Juli 2006 – 20. August 2006 3 Wochen | 3                                        | (Soundtrack)                             | High School Musical                                    | –                         |
| 21. August 2006 – 27. August 2006 1 Woche | 1                                        | Christina Aguilera                       | Back to Basics                                         | –                         |
| 28. August 2006 – 3. September 2006 1 Woche | 1                                        | Kasey Chambers                           | Carnival                                               | –                         |
| 4. September 2006 – 10. September 2006 1 Woche | 1                                        | Bob Dylan                                | Modern Times                                           | –                         |
| 11. September 2006 – 17. September 2006 1 Woche | 1                                        | Audioslave                               | Revelations                                            | –                         |
| 18. September 2006 – 24. September 2006 1 Woche | 1                                        | Justin Timberlake                        | FutureSex/LoveSounds                                   | –                         |
| 25. September 2006 – 1. Oktober 2006 1 Woche | 1                                        | Scissor Sisters                          | Ta-Dah                                                 | –                         |
| 2. Oktober 2006 – 8. Oktober 2006 1 Woche (insgesamt 2) | 2                                        | Pink                                     | I’m Not Dead                                           | –                         |
| 9. Oktober 2006 – 22. Oktober 2006 2 Wochen | 2                                        | Evanescence                              | The Open Door                                          | –                         |
| 23. Oktober 2006 – 29. Oktober 2006 1 Woche (insgesamt 4) | 4                                        | Human Nature                             | Dancing in the Streets – The Songs of Motown II        | –                         |
| 30. Oktober 2006 – 5. November 2006 1 Woche | 1                                        | Robbie Williams                          | Rudebox                                                | –                         |
| 6. November 2006 – 26. November 2006 3 Wochen (insgesamt 4) | 4                                        | Human Nature                             | Dancing in the Streets – The Songs of Motown II        | –                         |
| 27. November 2006 – 10. Dezember 2006 2 Wochen | 2                                        | U2                                       | 18 Singles                                             | –                         |
| 11. Dezember 2006 – 17. November 2006 48 Wochen | 48                                       | The 12th Man                             | Boned!                                                 | –                         |
| 18. Dezember 2006 – 21. Januar 2007 5 Wochen | 5                                        | Damien Leith                             | The Winner’s Journey                                   | –                         |

## Jahreshitparaden
| ← 2005 ← | Liste der Nummer-eins-Hits in Australien | Liste der Nummer-eins-Hits in Australien  | Liste der Nummer-eins-Hits in Australien | 2007 →   |
| \| Singles \| Position# \| Alben \| \| --------------------------------------------------------------------------------------------------------------------------------------------- \| --------- \| ----------------------------------------- \| \| I Wish I Was a Punk Rocker (With Flowers in My Hair) Sandi Thom Sandi Thom, Tom Gilbert \| 1 \| Back to Bedlam James Blunt \| \| Flaunt It TV Rock feat. Seany B Sean Joseph Berchik, Ivan James Gough, Grant David Smillie \| 2 \| I’m Not Dead Pink \| \| Hips Don’t Lie Shakira feat. Wyclef Jean Omar Alfanno, Jerry Duplessis, Wyclef Jean, Shakira Isabel Mebarak, Latavia Chufon Parker, Luis Diaz \| 3 \| Reach Out: The Motown Record Human Nature \| \| SexyBack Justin Timberlake Justin R. Timberlake, Timothy Z. Mosley, Nathaniel Floyd Hills \| 4 \| Wolfmother \| \| I Don’t Feel Like Dancin’ Scissor Sisters Scott David Hoffman, Jason Sellards, Elton John \| 5 \| The Winner’s Journey Damien Leith \| \| This Time I Know It’s for Real Young Divas Mike Stock, Matt Aitken, Pete Waterman, Donna A. Summer \| 6 \| Here Come the Drums Rogue Traders \| \| Forever Young Youth Group Marian Gold, Frank Mertens, Bernhard Lloyd \| 7 \| Black Fingernails, Red Wine Eskimo Joe \| \| Wasabi Lee Harding Adrian Hannan, Barbara Hannan, Emma Graham, Tommy Rando \| 8 \| Stadium Arcadium Red Hot Chili Peppers \| \| Who Knew Pink Lukasz Gottwald, Alecia B. Moore, Max Martin \| 9 \| Boned! The 12th Man \| \| Promiscuous Nelly Furtado Floyd Nathaniel Hills, Timothy Z. Mosley, Timothy Clayton, Nelly Kim Furtado \| 10 \| The Secret Life of … The Veronicas \| |                                          |                                           |                                          |          |
| ← 2005 |                                          |                                           |                                          | → 2007 → |
| Singles | Position#                                | Alben                                     |                                          |          |
| I Wish I Was a Punk Rocker (With Flowers in My Hair) Sandi Thom Sandi Thom, Tom Gilbert | 1                                        | Back to Bedlam James Blunt                |                                          |          |
| Flaunt It TV Rock feat. Seany B Sean Joseph Berchik, Ivan James Gough, Grant David Smillie | 2                                        | I’m Not Dead Pink                         |                                          |          |
| Hips Don’t Lie Shakira feat. Wyclef Jean Omar Alfanno, Jerry Duplessis, Wyclef Jean, Shakira Isabel Mebarak, Latavia Chufon Parker, Luis Diaz | 3                                        | Reach Out: The Motown Record Human Nature |                                          |          |
| SexyBack Justin Timberlake Justin R. Timberlake, Timothy Z. Mosley, Nathaniel Floyd Hills | 4                                        | Wolfmother                                |                                          |          |
| I Don’t Feel Like Dancin’ Scissor Sisters Scott David Hoffman, Jason Sellards, Elton John | 5                                        | The Winner’s Journey Damien Leith         |                                          |          |
| This Time I Know It’s for Real Young Divas Mike Stock, Matt Aitken, Pete Waterman, Donna A. Summer | 6                                        | Here Come the Drums Rogue Traders         |                                          |          |
| Forever Young Youth Group Marian Gold, Frank Mertens, Bernhard Lloyd | 7                                        | Black Fingernails, Red Wine Eskimo Joe    |                                          |          |
| Wasabi Lee Harding Adrian Hannan, Barbara Hannan, Emma Graham, Tommy Rando | 8                                        | Stadium Arcadium Red Hot Chili Peppers    |                                          |          |
| Who Knew Pink Lukasz Gottwald, Alecia B. Moore, Max Martin | 9                                        | Boned! The 12th Man                       |                                          |          |
| Promiscuous Nelly Furtado Floyd Nathaniel Hills, Timothy Z. Mosley, Timothy Clayton, Nelly Kim Furtado | 10                                       | The Secret Life of … The Veronicas        |                                          |          |